# Combigolfe
 (mai 2020).
Si vous disposez d'ouvrages ou d'articles de référence ou si vous connaissez des sites web de qualité traitant du thème abordé ici, merci de compléter l'article en donnant les références utiles à sa vérifiabilité et en les liant à la section « Notes et références ».
Combigolfe est une centrale électrique thermique française fonctionnant au gaz naturel située à Fos-sur-Mer dans le département des Bouches-du-Rhône en région Provence-Alpes-Côte d'Azur. Elle a une puissance électrique installé de 424 MW et appartient au groupe Engie.

## Présentation
La centrale est située sur le port de Fos-sur-Mer, près du terminal minéralier. Les travaux débutèrent en janvier 2008 pour une mise en service en juillet 2010. La centrale possède une unité dite à cycle combiné, la combustion du gaz naturel permet de faire fonctionner une turbine à combustion puis une turbine à vapeur et d'avoir un rendement élevé de près de 58 %.
La centrale est proche des terminaux méthanier de Fos-Cavaou et de Fos-Tonkin comme CyCoFos, une autre centrale au gaz naturel possédé par Engie sur le site d'ArcelorMittal. En plus de ces 2 centrales, Engie possède 2 autres centrales à cycle combiné au gaz naturel, DK6 sur le site d'ArcelorMittal de Dunkerque et la Spem à côté du terminal méthanier de Montoir-de-Bretagne.